# Черепанов, Сергей Кириллович
Сергей Кириллович Черепа́нов (1921—1995) — советский ботаник, доктор биологических наук (1975), лауреат Премии имени В. Л. Комарова (1977).

## Биография
Родился в Вятке 22 июня 1921 года. Мать рано умерла, мальчик воспитывался отцом, умершим в 1940 году, а затем жил при поддержке краеведа Александра Дмитриевича Фокина. Окончив школу в 1939 году, Черепанов поступил на биологический факультет Ленинградского государственного университета.
Призван в армию, участвовал в Советско-финской и Великой Отечественной войнах, где был командиром стрелкового отделения, затем руководил полевой радиостанцией. Сергей Кириллович награждён Орденом Отечественной войны, Орденом Красной Звезды и медалями.
В 1946 году вновь поступил в ЛГУ. В 1950 году Сергей Кириллович принимал участие в экспедиции Ботанического института (БИН) в Калининградскую область, проводимой Е. Г. Победимовой. Окончив ЛГУ в 1951 году, Черепанов стал аспирантом в БИН. Кандидатская диссертация — «Монография рода ольха» — была защищена Черепановым в 1954 году под руководством профессора Сергея Васильевича Юзепчука. Также с 1954 года он работал младшим научным сотрудником БИН, с 1960 года был старшим научным сотрудником.
В 1955 году Черепанов ездил в Северный Казахстан, в 1956-м — в Южное Закавказье, в 1957-м — в Даралагез и Нахичеванскую АССР, в 1958-м — в Армению и Грузию. В 1964 году он руководил ботанической экспедицией БИН в Дагестан, в 1978 году ездил в низовья реки Амур.
С. К. Черепанов был автором обработок нескольких крупных родов семейства Сложноцветные (в частности, Василёк и Скерда) для фундаментальной монографии «Флора СССР». Принимал участие в написании «Флоры Туркмении», «Арктической флоры СССР», «Флоры Европейской части СССР», «Сосудистых растений Советского Дальнего Востока», «Растительных ресурсов СССР», а также «Большой Советской Энциклопедии». Он был одним из членов коллектива, занимавшегося подготовкой XII Международного ботанического конгресса в Ленинграде (1975).
Сергей Кириллович был в 1975 году награждён медалью «25-летие Международной ассоциации по таксономии растений». Также в 1975 году он защитил в качестве докторской диссертацию изданный в 1973 году «Свод дополнений и изменений к „Флоре СССР“». В 1977 году этой работе была присуждена Премия имени В. Л. Комарова.
В 1980—1983 годах Сергей Кириллович работал в редакции «Ботанического журнала». С 1986 года С. К. Черепанов работал главным научным сотрудником отдела Гербарий высших растений.
В 1981 году вышла фундаментальная сводка «Сосудистые растения СССР», подготовленная Черепановым. В 1995 году — второе издание на английском и русском языках.
10 февраля 1995 года Сергей Кириллович Черепанов скончался.

## Некоторые научные работы
- Черепанов С. К. Свод дополнений и изменений к «Флоре СССР» (тт. I—XXX). — Л., 1973. — 667 с.
- Черепанов С. К. Сосудистые растения СССР / отв. ред Ан. А. Фёдоров. — Л., 1981. — 509 с.

| Фотография                                 | Название                      |
| ------------------------------------------ | ----------------------------- |
| Dactylorhiza_euxina_31532714_(cropped).jpg | Dactylorrhiza euxina Czerep.. |

## Некоторые виды, названные в честь С. К. Черепанова
- Crepis czerepanovii Tzvelev, 1996 — Скерда Черепанова
- Galium czerepanovii Pobed., 1958 — Подмаренник Черепанова
- Psephellus czerepanovii Alieva, 1979 — Псефеллюс Черепанова
- Stipa czerepanovii Kotukhov, 1998